# Кліффорд Сімак
Клі́ффорд До́нальд Сі́мак (часто також помилково Сайма́к; англ. Clifford Donald Simak, [ˈsɪmək]; 3 серпня 1904 — 25 квітня 1988) — американський письменник-фантаст. Лауреат трьох премій «Г'юго», премії «Неб'юла», премії «Гросмейстер наукової фантастики» Асоціації американських авторів наукової фантастики та фентезі (SFWA).

## Біографія
Народився у місті Мілвіль, штат Вісконсин, у сім'ї Джона Льюїса та Маргарети (Вайзмен) Сімак. Його батько Іван Сімак (Шимак, чеськ. Šimák) був за національністю чехом. Емігрувавши до Америки, став Джоном. Працював на фермі Едуарда Вайзмена, з дочкою якого згодом одружився.
Айзек Азімов писав:
|  | Мені не доводилося ні вимовляти, ні чути його прізвища, що вимовлялося вголос. Навіть коли нам вдавалося зустрітись, я називав його Кліфф. Тому, з якоїсь причини, я думав, що «i» в його прізвища — довга, і завжди вважав, що він Саймак. У дійсності ж «i» коротка, а він — Сімак. Оригінальний текст (англ.) I never had occasion to use or hear his last name expressed in sound. (Even when we did meet I called him Cliff.) The result is that, for some reason, I assumed the «i» in his last name was long and thought of him always as SIGH-mak. Actually, the «i» is short and it is SIM-ak. |

13 квітня 1929 року одружився з Аґнес Кухенберґ, згодом у них народилося двоє дітей — Скотт і Шеллі. Після закінчення університету Вісконсин-Медісон Сімак працював у різних газетах на Середньому Заході. 1939 року він розпочав довготривалу співпрацю з газетою «Міннеаполіс стар енд триб'юн» (Міннеаполіс, штат Міннесота), яку припинив аж у 1976-му, коли вийшов на пенсію. 1949 року він став редактором новин у цій газеті, а 1961 року — координатором літературних шпальт «Міннеаполіс триб'юн». В анотації до свого роману «Знову і знову» він написав: 
|  | Ось уже 30 років я щасливо живу із жінкою, у шлюбі з якою народилися двоє моїх дітей. Моїм улюбленим видом відпочинку є «лінива» риболовля, коли я лежу на човні посеред річки, а риби самі пливуть до мене. Щодо хобі, то це шахи, філателія, розведення троянд. |

Цей роман він присвятив своїй дружині, зазначаючи, що «без неї я б не написав і рядка». Його любили і шанували його колеги у царині наукової фантастики, особливо Айзек Азімов. Кліффорд Сімак помер 25 квітня 1988 року в Міннеаполісі, у 83-річному віці.

## Кар'єра письменника
Сімак зацікавився науковою фантастикою після прочитання в дитинстві творів Герберта Веллса. 1931 року він став дописувачем місцевих науково-фантастичних журналів, проте покинув цю справу 1933 року. Єдиним твором, виданим між 1934 і 1937 роками, був «Творець» (журнал «Марвел тейлз», № 4 березень-квітень 1935) — відоме оповідання з релігійним підтекстом, що його зрідка застосовували тодішні фантасти.
Щойно Джон В. Кемпбелл почав реформувати жанр наприкінці 1937 року, Сімак повернувся до наукової фантастики і протягом «золотих років наукової фантастики» (1938—1950) був постійним автором журналу «Приголомшливі історії» (англ. Astounding Stories). Протягом цього періоду Сімак також публікував вестерни й оповідання про війну в різних літературних журналах. Його найвідомішим романом є, напевно, «Місто»: зібрання коротеньких оповідань, об'єднаних темою неминучого зникнення людського роду з лиця Землі.
З початку 1960-х років Сімак займався переважно написанням романів, найзначніший з яких — «Транзитна станція» (1963), відзначений премією «Г'юґо», однак інші його книги того часу — «Що може бути простішим за час» (1961), «Майже як люди» (1962), «Все живе» (1965) — не сильно йому поступаються. У 1968 році виходить знаменитий роман «Резервація гоблінів». Романи Сімака, опубліковані в 1970—1980-х роках помітно поступаються більш раннім, найзначніші з них: «Вибір богів» (A Choice of Gods) (1972), «Зоряна спадщина» (A Heritage of Stars) (1977), «Прибульці» (The Visitors) (1980). Оповідання «Грот танцюючих оленів» (1980) відзначене преміями «Г'юґо» і «Неб'юла».
Особлива риса творчості Сімака — віра в розум, у добре начало людини і людства, заклик до миру і єднання усіх, хто живе на планеті Земля і з ким ще, можливо, зустрінуться земляни. Понад тридцять романів, збірок повістей і оповідань, численні літературні премії, зокрема і найпрестижніша в американській фантастиці премія «Г'юґо», лауреатом якої Сімак ставав неодноразово, — такий підсумок більш ніж п'ятдесятилітньої творчої діяльності цього патріарха науково-фантастичного жанру.
1977 року Сімаку був присуджена премія «Гросмейстер фантастики» (тепер — Меморіальна премія «Гросмейстер фантастики» імені Деймона Найта).

## Нагороди і премії
- 1953 — Міжнародна премія фантастики — за роман «Місто» (англ. «City») (1951)
- 1959 — Премія «Г'юго» за найкращу коротку повість — «Неосяжний двір» (The Big Front Yard) (1958)
- 1964 — Премія «Г'юго» за найкращий роман — «Транзитна станція» (Way Station) (1963)
- 1977 — Премія «Неб'юла» // «Гросмейстер» (Grand Master)
- 1981 — Премія «Неб'юла» за найкраще оповідання — «Грот танцюючих оленів» (Grotto of the Dancing Deer) (1981)
- 1981 — Премія «Г'юго» за найкраще оповідання — «Грот танцюючих оленів» (1981)

### Романи
- 1950 — Космічні інженери / Cosmic Engineers
- 1951 — Імперія / Empire
- 1951 — Знову і знову / Time and Again
- 1952 — Місто / City
- 1953 — Кільце навколо Сонця / Ring Around the Sun
- 1961 — Час — найпростіша річ / Time is the Simplest Thing
- 1961 — Лиховісний кратер Тихо / The Troble with Tycho
- 1962 — Майже як люди / They Walked Like Men
- 1963 — Транзитна станція / Way Station
- 1965 — Всяке тіло — трава / All Flesh is Grass
- 1967 — Принцип перевертня / The Werewolf Principle
- 1967 — Навіщо кликати їх назад з небес? / Why Call Them Back from Heaven?
- 1968 — Резервація гоблінів / The Goblin Reservation
- 1970 — Породження розуму / Out of Their Minds
- 1971 — Іграшка долі / Destiny Doll
- 1972 — Вибір богів / A Choice of Gods
- 1973 — Світ-цвинтар / Cemetery World
- 1973 — Діти наших дітей / Our Children's Children
- 1975 — Паломництво в чарівництво / Enchanted Pilgrimage
- 1976 — Планета Шекспіра / Shakespeare's Planet
- 1977 — Зоряна спадщина / A Heritage of Stars
- 1978 — Мастодонія / Mastodonia
- 1978 — Братерство талісману / The Fellowship of the Talisman
- 1980 — Прибульці / The Visitors
- 1981 — Проект «Папа» / Project Pope
- 1982 — Особливий вердикт / Special Deliverance
- 1982 — Де зло мешкає / Where the Evil Dwells
- 1986 — Магістраль вічності / Highway of Eternity

### Повісті
- 1935 — Творець / The Creator
- 1953 — Покоління, що досягло мети / Target Generation
- 1954 — Іммігрант/ Immigrant
- 1955 — Коло замкнулось / Full Cycle
- 1956 — Упасти замертво / Drop Dead
- 1956 — Світи без кінця / Worlds Without End
- 1958 — Неосяжний двір / The Big Front Yard
- 1959 — Торгівля навиплат / Installment Plan
- 1959 — Без свого життя / No Life of Their Own
- 1960 — Золоті жуки / Golden Bugs
- 1970 — Хто там, у скелі? / The Thing in the Stone
- 1974 — Фотографія Марафону / The Marathon Photograph
- 1977 — Дім на березі / Auk House

### Твори короткої форми
1931
- Світ червоного сонця / The World of the Red Sun

1932
- Заколот на Меркурії / Mutiny on Mercury
- Голос у порожнечі / The Voice in the Void
- Нечисть із космосу / Hellhounds of the Cosmos
- Золотий астероїд / The Asteroid of Gold

1938
- Правило 18 / Rule 18
- Голодна смерть / Hunger Death
- Примирення на Ганімеді / Reunion on Ganymede
- Епоха скарбів / The Loot of Time

1939
- Божевілля з Марса / Madness from Mars
- Марсіанський відлюдник / Hermit of Mars

1940
- Космічні тварюки / Space Beasts
- На краю безодні / Rim of the Deep
- Канцелярська помилка / Clerical Error
- Велике прибирання на Сонці / Sunspot Purge

1941
- Операція «Меркурій» / Masquerade
- На Землю за натхненням / Earth for Inspiration
- Космічний корабель у пляшці / Spaceship in a Flask
- Вулиця, якої не було / The Street That Wasn't There

1942
- Інструменти / Tools

1943
- Тінь життя / Shadow of Life
- Передчуття / Hunch
- Інфільтрація / Infiltration
- Послання з Марса / Message from Mars

1944
- Страшидла / Ogre
- Лоббі / Lobby
- Містер Мік — мушкетер / Mr. Meek — Musketeer
- Містер Мік грає в поло / Mr. Meek Plays Polo
- Місто / City
- Притулок / Huddling Place
- Перепис / Census
- Дезертирство / Desertion

1946
- Рай / Paradise
- Хобі / Hobbies

1947
- Езоп / Aesop

1949
- Втрачена вічність / Eternity Lost
- Фактор обмеження / Limiting Factor

1950
- Поклик ззовні / The Call from Beyond
- Міраж / Seven Came Back
- Шарміцель / Skirmish

1951
- Проблеми з мурахами / The Simple Way
- Друге дитинство / Second Childhood
- На добраніч, містер Джеймс / Good Night, Mr. James
- Вітер чужого світу / You'll Never Go Home Again
- Ввічливість / Courtesy

1952
- Паркан / The Fence

1953
- Штуковина / Contraption
- Й істина зробить вас вільними / … And the Truth Shall Make You Free
- Еволюція навпаки / Retrograde Evolution
- Звалище / Junkyard
- Дитячий садок / Kindergarden
- Випробування Фостера Адамса / The Questing of Foster Adams
- Хвилювання / Worrywart
- Театр тіней / Shadow Show

1954
- Іммігрант / Immigrant
- Сусід / Neighbour
- Зелений хлопчик-мізинець / Green Thumb
- Пилова зебра / Dusty Zebra
- Дурень в похід зібрався / Idiot's Crusade
- Зроби сам / How-2

1955
- Проєкт «Мастодонт» / Project Mastodon
- Повний цикл / Full Cycle

1956
- Ван Гог космосу / The Spaceman's Van Gogh
- Упасти замертво / Drop Dead
- Сила уяви / So Bright the Vision
- Достойний супротивник / Honorable Opponent
- Галактичний фонд піклування / Galactic Chest
- Куш / Jackpot

1957
- Операція «Смердючка» / Operation Stinky
- Батько-засновник / Founding Father
- Чудо / Lulu
- Світ тіней / Shadow World
- Місце смерті / Death Scene
- Точна копія / Carbon Copy
- Дев'ять життів / Nine Lives

1958
- Світ, якого не може бути / The World That Couldn't Be
- Спад. Передб. / Leg. Forst.
- Пасажири / The Sitters
- Грошове дерево / The Money Tree
- Гра в цивілізацію / The Civilisation Game

1959
- Смерть в домі / A Death in the House

1960
- Останній джентльмен / Final Gentleman
- Поділися зі мною своїми печалями / Crying Jag
- Всі пастки Землі / All the Traps of Earth
- Збирачі колосків / Gleaners
- Специфіка служби / Condition of Employment

1961
- Вбивча панацея / Shotgun Cure
- Поганий приклад / Horrible Example

1963
- Чудо-корабель / The Shipshape Miracle
- День перемир'я / Day of Truce
- Лікар Всесвіту / Physician to the Universe
- Канал для долі / A Pipeline to Destiny
- Дім оновлених / New Folk's Home

1965
- Дрібна дичина / Small Deer
- Через річку, через ліс / Over the River and Through the Woods

1969
- Відра діамантів / Buckets of Diamonds
- Я весь всередині плачу / I Am Crying All Inside

1971
- Земля осіння / The Autumn Land

1972
- Гуляючи по вулицях / To Walk a City's Street
- Спостерігач / The Observer

1973
- Будівельний майданчик / Construction Shack
- Епілог / Epilog
- Унівак-2200 / Univac: 2200

1974
- Циліндр / The Birch Clump Cylinder

1975
- Привид моделі «Т» / A Ghost of the Model T
- Пенсіонер / Senior Citizen

1976
- Цілюща отрута / Unsilent Spring

1977
- Брат / Brother

1978
- Новий вид зв'язку / Party Line

1980
- Грот танцюючих оленів / Grotto of the Dancing Deer
- Співаючий колодязь / The Whistling Well

1981
- Прикуси язик! / Byte Your Tongue!

## Переклади українською
- Кліффорд Сімак. Резервація гоблінів. Переклад з англійської: Марта Щавурська. Тернопіль: НК-Богдан, 2017. 224 стор. (Серія «Горизонти фантастики»). ISBN 978-966-10-5081-4
- Кліффорд Сімак. Всяке тіло — трава. Переклад з англійської: О. Безкаптурна. Тернопіль: НК-Богдан, 2017. 304 стор. (Серія «Горизонти фантастики»). ISBN 978-966-10-5149-1[4]
- Кліффорд Сімак. Місто. Переклад з англійської: Юліана Зелена. Тернопіль: НК-Богдан, 2018. 304 стор. (Серія «Горизонти фантастики»). ISBN 978-966-10-5618-2
- Кліффорд Сімак. Транзитна станція. Переклад з англійської: Галина Михайловська. Тернопіль: НК-Богдан, 2018. 248 стор. (Серія «Горизонти фантастики»). ISBN 978-966-10-5594-9
- Кліффорд Сімак. Час — найпростіша річ. Переклад з англійської: Юлія Джугастрянська. Тернопіль: НК-Богдан, 2018. 248 стор. (Серія «Горизонти фантастики»)